# Marc Keppens
Marc Keppens (1966) is werkzaam bij Katholiek Onderwijs Vlaanderen en amateur-malacoloog. Vanuit zijn sterke interesse voor weekdieren is hij wetenschappelijk medewerker bij het Koninklijk Belgisch Instituut voor Natuurwetenschappen. Als erkenning voor zijn wetenschappelijk werk en voor zijn enthousiasme voor deze diergroep werden vijf slakkensoorten naar hem genoemd.

## Achtergrond
De interesse voor schelpen ontstond bij Marc Keppens toen hij als tienjarige schelpen vond op het strand. Doorheen de jaren groeide deze interesse uit tot een passie: hij legde een verzameling aan van 10.000 verschillende soorten schelpen.
Professioneel was Keppens eerst leraar wiskunde aan het Don Boscocollege Zwijnaarde, vervolgens pedagogisch begeleider wiskunde bij het Don Bosco Onderwijscentrum, directeur van het Sint-Teresiacollege te Eksaarde en stafmedewerker van de Dienst Personeel van Katholiek Onderwijs Vlaanderen. Van 1 september 2013 tot en met 31 december 2021 was hij er directeur van de Dienst Personeel. Sinds 2022 werkt hij voor het vicariaat onderwijs van het bisdom Gent. 
Marc Keppens is gehuwd met Kelly Dhondt, eveneens amateur-malacoloog. Samen hebben ze een dochtertje.

## Malacologie
In zijn vrije tijd bestudeert Keppens recente weekdieren en tijdens vakanties gaat hij met zijn vrouw en dochter op zoek naar schelpen op verre stranden. Verder levert hij wetenschappelijk werk als medewerker van het Koninklijk Belgisch Instituut voor Natuurwetenschappen (operationele directie Taxonomie en Fylogenie). In dat kader maakte hij naam door meerdere wetenschappelijke publicaties.
Intussen werden vijf exotische slakkensoorten naar hem genoemd:
- Amphidromus keppensdhondtorum[1](vernoemd naar hem en zijn vrouw): een landslak van West Timor Island, Indonesië;
- Africonus marckeppensi[2]: een zeeslak van Praia do Fatima, Boa Vista Island, Kaapverdië;
- Jaspidiconus keppensi[3]: een zeeslak van Abrolhos platform, Bahia State, Brazilië;
- Partecosta keppensi[4]: een zeeslak van Manokwari, Papua New Guinea;
- Fusceulima keppensi[5]: een zeeslak van Josephine Bank, Atlantische oceaan.

Marc Keppens beschreef ook samen met Yves Terryn enkele nieuwe soorten:
- Hastula sendersi (een zeeslak uit Bali, Indonesië);
- Terebra luteatincta (een zeeslak uit de Filippijnen);
- Punctoterebra oryza (een zeeslak uit de Filippijnen);
- Punctoterebra bugeae (een zeeslak uit Papua Nieuw-Guinea);
- Neoterebra vegaluzi (een zeeslak uit Panama).

Enkele nieuwe soorten mollusken dragen respectievelijk de naam van zijn vrouw en dochter: Duplicaria kellydhondtae (een zeeslak van Java, Indonesië), Amphidromus juliekeppensae (een landslak van Dak Lak Province, Vietnam), Punctoterebra juliekeppensae (een zeeslak van Papua, Nieuw-Guinea) en Schwartziella juliekeppensae (een zeeslak van het eiland Ascension).
- International Standard Name Identifier: 0000 0000 3970 8226
- Library of Congress Control Number: n90649001
- Virtual International Authority File: 1631827
- WorldCat: E39PBJj4qwx4BRhgTMfXpPV6Kd